# Shut Up and Play the Hits
Shut Up and Play the Hits ist ein Dokumentarfilm der beiden britischen Filmemacher Will Lovelace und Dylan Southern aus dem Jahr 2012. In dem 108-minütigen Musikfilm halten sie das Konzert des Musikprojekts LCD Soundsystem am 2. April 2011 in New York fest. Benannt ist der Film nach einem scherzhaften Zuruf von Win Butler, dem Sänger der Band Arcade Fire, der als Gastmusiker mit auf der Bühne stand. Zum ersten Mal gezeigt wurde er am 22. Januar 2012 auf dem Sundance Film Festival.

## Handlung
Während des Konzerts, das am 2. April 2011 vor rund 20.000 Menschen im Madison Square Garden stattfand, erklärt der Initiator des LCD Soundsystems, James Murphy, auf dem Höhepunkt des Erfolgs die Auflösung. Lovelace und Dylan fingen das fast vierstündige Konzert mit elf Kameras ein. Neben den Konzertaufnahmen ist ein Interview des Musikjournalisten Chuck Klosterman zu sehen, das er eine Woche vor dem Abschiedskonzert mit Murphy führte. Die beiden Filmemacher begleiten Murphy auch am Tag nach dem Konzert.